# Roman Vantuch
Roman Romanovyč Vantukh (in ucraino Роман Романович Вантух?; Leopoli, 4 luglio 1998) è un calciatore ucraino, difensore o centrocampista dello Zorja.

## Caratteristiche tecniche
È un terzino sinistro.

## Carriera
Cresciuto nel settore giovanile della Dinamo Kiev, nel gennaio 2019 è passato in prestito all'Olimpik Donec'k. Ha esordito in prima squadra il 23 febbraio 2019 disputando l'incontro di Prem"jer-liha perso 2-1 contro il Mariupol'.

## Statistiche
Statistiche aggiornate al 5 novembre 2019.

### Presenze e reti nei club
| Stagione        | Squadra         | Campionato      | Campionato | Campionato | Coppe nazionali | Coppe nazionali | Coppe nazionali | Coppe continentali | Coppe continentali | Coppe continentali | Altre coppe | Altre coppe | Altre coppe | Totale | Totale | Totale |
| Stagione        | Squadra         | Comp            | Pres       | Reti       | Comp            | Pres            | Reti            | Comp               | Pres               | Reti               | Comp        | Pres        | Reti        | Pres   | Reti   |        |
| --------------- | --------------- | --------------- | ---------- | ---------- | --------------- | --------------- | --------------- | ------------------ | ------------------ | ------------------ | ----------- | ----------- | ----------- | ------ | ------ | ------ |
| gen.-giu. 2019  | Olimpik Donec'k | PL              | 12         | 1          | CU              | 0               | 0               |                    | -                  | -                  |             | -           | -           | 12     | 1      |        |
| 2019-2020       | Olimpik Donec'k | PL              | 10         | 1          | CU              | 1               | 0               |                    | -                  | -                  |             | -           | -           | 11     | 1      |        |
| Totale carriera | Totale carriera | Totale carriera | 22         | 2          |                 | 1               | 0               |                    | -                  | -                  |             | -           | -           | 23     | 2      |        |